# Личный чемпионат Украины по спидвею
Личный чемпионат Украины по спидвею — соревнование среди лучших спидвейных гонщиков Украины.

## Медалисты
| Год  | Место финала            | Победитель                        | Второе место                    | Третье место                      |
| 1961 | Ровно                   | Виктор Трофимов (Ровно)           | Виктор Шило (Ровно)             | Борис Савойский (Ровно)           |
| 1962 | Ровно                   | Борис Савойский (Ровно)           | Виктор Трофимов (Ровно)         | Афанасий Ковальчук (Ровно)        |
| 1963 | Ровно                   | Афанасий Ковальчук (Ровно)        | Виктор Трофимов (Ровно)         | Виктор Овчинников (Львов)         |
| 1964 | Черновцы                | Виктор Трофимов (Ровно)           | Геннадий Загладько (Ровно)      | Афанасий Ковальчук (Ровно)        |
| 1965 | Ровно                   | Виктор Трофимов (Ровно)           | Леонид Дробязко (Ровно)         | Сергей Лятосинский (Львов)        |
| 1966 | Ровно                   | Виктор Трофимов (Ровно)           | Леонид Дробязко (Ровно)         | Сергей Лятосинский (Львов)        |
| 1967 | Ровно                   | Сергей Лятосинский (Львов)        | Виктор Трофимов (Ровно)         | Леонид Дробязко (Ровно)           |
| 1968 | Ровно                   | Анатолий Раевский (Ровно)         | Сергей Лятосинский (Львов)      | Евгений Михель (Ровно)            |
| 1969 | Ровно                   | Виктор Трофимов (Ровно)           | Леонид Дробязко (Ровно)         | Григорий Хлыновский (Ровно)       |
| Год  | Место финала            | Победитель                        | Второе место                    | Третье место                      |
| 1970 | Донецк                  | Григорий Хлыновский (Ровно)       | Борис Копылов (Кадиевка)        | Виктор Ведута (Кадиевка)          |
| 1971 | Донецк                  | Алексей Мишуров (Кадиевка)        | Борис Копылов (Донецк)          | Олег Дзядык (Львов)               |
| 1972 | Полтава                 | Олег Дзядык (Червоноград)         | Владимир Рожанчук (Львов)       | Борис Горка (Ровно)               |
| 1973 | Ровно                   | Борис Копылов (Донецк)            | Владимир Рожанчук (Ровно)       | Виктор Снежков (Донецк)           |
| 1974 | Червоноград             | Анатолий Миронов (Вознесенск)     | Владимир Рожанчук (Ровно)       | Василий Мурашко (Ровно)           |
| 1975 | Червоноград             | Анатолий Миронов (Вознесенск)     | Василий Мурашко (Ровно)         | Павел Хлыновский (Львов)          |
| 1976 | Червоноград             | Владимир Рожанчук (Ровно)         | Анатолий Миронов (Вознесенск)   | Олег Дзядык (Червоноград)         |
| 1977 | Червоноград             | Анатолий Миронов (Вознесенск)     | Анатолий Фролов (Вознесенск)    | Анатолий Раевский (Ровно)         |
| 1978 | Червоноград             | Анатолий Фролов (Вознесенск)      | Владимир Рожанчук (Ровно)       | Анатолий Миронов (Вознесенск)     |
| 1979 | Червоноград             | Григорий Хлыновский (Ровно)       | Анатолий Жабчик (Червоноград)   | Виктор Трофимов (Ровно)           |
| Год  | Место финала            | Победитель                        | Второе место                    | Третье место                      |
| 1980 | Червоноград             | Анатолий Фролов (Вознесенск)      | Виктор Сурхаев (Вознесенск)     | Роман Луцан (Червоноград)         |
| 1981 | Червоноград             | Анатолий Миронов (Червоноград)    | Пётр Брыцук (Ровно)             | Виктор Снежков (Донецк)           |
| 1982 | Червоноград             | Владимир Трофимов (Червоноград)   | Виктор Трофимов (Ровно)         | Александр Коршаков (Ровно)        |
| 1983 | Червоноград             | Александр Климантов (Червоноград) | Анатолий Фролов (Вознесенск)    | Владимир Трофимов (Червоноград)   |
| 1984 | Ровно                   | Виктор Кузнецов (Киев)            | Владимир Трофимов (Ровно)       | Александр Климантов (Червоноград) |
| 1985 | Ровно                   | Виктор Кузнецов (Киев)            | Анатолий Жабчик (Ровно)         | Виктор Сурхаев (Ровно)            |
| 1986 | Севастополь             | Анатолий Жабчик (Ровно)           | Сергей Тершак (Ровно)           | Виктор Снежков (Донецк)           |
| 1987 | Полтава                 | Александр Костенко (Полтава)      | Бахтияр Алиев (Полтава)         | Виктор Трофимов (Ровно)           |
| 1988 | Ровно                   | Игорь Зверев (Ровно)              | Виктор Пастухов (Львов)         | Владимир Колодий (Львов)          |
| 1989 | Севастополь             | Владимир Трофимов (Ровно)         | Игорь Зверев (Ровно)            | Борис Игнатов (Севастополь)       |
| Год  | Место финала            | Победитель                        | Второе место                    | Третье место                      |
| 1990 | Севастополь             | Флюр Калимуллин (Львов)           | Александр Лятосинский (Львов)   | Александр Климантов (Червоноград) |
| 1991 | Червоноград             | Владимир Колодий (Ровно)          | Игорь Епифанов (Червоноград)    | Борис Игнатов (Ровно)             |
| 1992 | Червоноград             | Владимир Трофимов (Ровно)         | Сергей Тершак (Ровно)           | Александр Лятосинский (Львов)     |
| 1993 | Ровно Львов Червоноград | Владимир Колодий (Львов)          | Александр Лятосинский (Львов)   | Игорь Марко (Ровно)               |
| 1994 | Червоноград             | Владимир Колодий (Ровно)          | Игорь Марко (Червоноград)       | Игорь Борисенко (Львов)           |
| 1995 | Ровно Львов             | Владимир Колодий (Ровно)          | Игорь Марко (Червоноград)       | Александр Лятосинский (Львов)     |
| 1996 | Ровно                   | Игорь Марко (Червоноград)         | Владимир Трофимов (Ровно)       | Александр Лятосинский (Львов)     |
| 1997 | Ровно                   | Александр Лятосинский (Львов)     | Владимир Трофимов (Ровно)       | Владимир Колодий (Ровно)          |
| 1998 | Ровно                   | Александр Лятосинский (Львов)     | Владимир Трофимов (Ровно)       | Владимир Колодий (Ровно)          |
| 1999 | Чемпионат не проводился | Чемпионат не проводился           | Чемпионат не проводился         | Чемпионат не проводился           |
| Год  | Место финала            | Победитель                        | Второе место                    | Третье место                      |
| 2000 |                         | Чемпионат не проводился           |                                 |                                   |
| 2001 | Львов                   | Игорь Марко (Червоноград)         | Александр Лятосинский (Львов)   | Игорь Борисенко (Львов)           |
| 2002 | Львов Ровно Львов       | Александр Лятосинский (Львов)     | Игорь Марко (Червоноград)       | Игорь Борисенко (Львов)           |
| 2003 | Червоноград Ровно Львов | Александр Лятосинский (Львов)     | Игорь Борисенко (Львов)         | Пётр Федык (Червоноград)          |
| 2004 | Червоноград Ровно       | Владимир Трофимов (Ровно)         | Олег Немчук (Ровно)             | Александр Бородай (Ровно)         |
| 2005 | Ровно                   | Андрей Карпов (Червоноград)       | Сергей Сенько (Львов)           | Олег Немчук (Ровно)               |
| 2006 | Червоноград             | Игорь Марко (Ровно)               | Андрей Карпов (Червоноград)     | Александр Бородай (Ровно)         |
| 2007 | Ровно Червоноград       | Ярослав Полюхович (Ровно)         | Владимир Тейгел (Червоноград)   | Андрей Карпов (Червоноград)       |
| 2008 | Червоноград             | Александр Локтаев (Червоноград)   | Александр Бородай (Червоноград) | Ярослав Полюхович (Ровно)         |
| 2009 | Ровно                   | Андрей Карпов (Червоноград)       | Владимир Дубинин (Львов)        | Кирилл Цуканов (Львов)            |
| Год  | Место финала            | Победитель                        | Второе место                    | Третье место                      |
| 2010 | Червоноград             | Александр Бородай (Ровно)         | Александр Локтаев (Червоноград) | Владимир Дубинин (Львов)          |
| 2011 | Червоноград             | Кирилл Цуканов (Львов)            | Александр Локтаев (Червоноград) | Андрей Кобрин (Червоноград)       |
| 2012 | Червоноград             | Александр Локтаев (Червоноград)   | Андрей Карпов (Червоноград)     | Кирилл Цуканов (Львов)            |
| 2013 | Вознесенск              | Андрей Кобрин (Червоноград)       | Владимир Трофимов (Ровно)       | Александр Бородай (Ровно)         |
| 2015 | Червоноград Ровно       | Виктор Трофимов-мл (Ровно)        | Станислав Мельничук (Ровно)     | Виталий Лысак (Ровно)             |
| 2016 | Ровно Червоноград       | Станислав Мельничук (Ровно)       | Дмитрий Мостовик (Червоноград)  | Виталий Лысак (Ровно)             |
| 2017 | Червоноград Ровно       | Станислав Мельничук (Ровно)       | Дмитрий Мостовик (Червоноград)  | Андрей Кобрин (Червоноград)       |
| 2021 | Ровно                   | Александр Локтаев                 | Виктор Трофимов-мл              | Виталий Лысак                     |

## Медальный зачёт
| Позиция | Город       | Gold | Silver | Bronze | Всего |
| ------- | ----------- | ---- | ------ | ------ | ----- |
| 1.      | Ровно       | 25   | 26     | 24     | 75    |
| 2.      | Червоноград | 11   | 13     | 9      | 33    |
| 3.      | Львов       | 9    | 9      | 16     | 34    |
| 4.      | Вознесенск  | 5    | 4      | 1      | 10    |
| 5.      | Киев        | 2    |        |        | 2     |
| 6.      | Донецк      | 1    | 1      | 3      | 5     |
| 7.      | Кадиевка    | 1    | 1      | 1      | 3     |
| 8.      | Полтава     | 1    | 1      |        | 2     |
| 9.      | Севастополь |      |        | 1      | 1     |

## Статистика
- Чаще других — 5 раз — чемпионат выигрывал Виктор Трофимов (1961, 1964—1966, 1969).

- Лидерами по общему количеству медалей (11) являются Виктор Трофимов (5 золотых, 4 серебряных, 2 бронзовых) и его сын Владимир Трофимов (4+6+1). У Александра Лятосинского 9 медалей, причем Александр Лятосинский также является сыном чемпиона Украины — Сергея Лятосинского. В 2015 году чемпионом стал третий из династии Трофимовых — Виктор Трофимов-младший.

- Виктор Кузнецов смог выиграть и ЛЧ УССР, и ЛЧ СССР в один год (1985). Виктор и Владимир Трофимовы также выигрывали оба первенства, но в разные годы.